# Scrupulosité
 (novembre 2019).
La scrupulosité est un trouble psychologique caractérisé principalement par une culpabilité pathologique ou une obsession pour des questions morales ou religieuses. Elle s'accompagne d'une observance morale ou religieuse compulsive et est extrêmement pénible.
Selon le CNRTL, en psychologie « la scrupulosité est la tendance à faire preuve d'un scrupule excessif ». Dans la mesure où par métonymie, elle signifie faire preuve d’hésitation, d’inquiétude, et de minutie scrupuleuse, elle est généralement classée comme une forme de trouble obsessionnel compulsif (TOC) ; mais selon Miller et Hedges il pourrait s'agir soit d'une sous-catégorie de TOC soit d'un trouble à part entière.

## Histoire
La première description publique connue de la scrupulosité en tant que trouble date de 1691 par John Moore, qui l'appelait « mélancolie religieuse » et disait que cela faisait craindre aux gens « que ce qu'ils font soit si fautif et impropre à être présenté à Dieu, qu'il ne pas l'accepter ». Loyola, Liguori, le confesseur français RP Duguet et d'autres autorités et personnalités religieuses ont tenté de mettre au point des solutions et des mécanismes d'adaptation. La lettre d'information mensuelle, publiée par les adeptes de Liguori, a été utilisée en complément de la thérapie. Au XIXe siècle, les conseillers spirituels chrétiens aux États-Unis et en Grande-Bretagne s'inquiétèrent du fait que la scrupulosité n'était pas seulement un péché en soi mais qu'elle conduisait également au péché en attaquant les vertus de la foi, de l'espoir et de la charité.

## Épidémiologie
Des études menées au milieu du XXe siècle ont conclu que la scrupulosité était un problème majeur chez les catholiques américains, avec jusqu'à 25 % d'élèves du secondaire touchés ; les commentateurs de l'époque affirmaient qu'il s'agissait d'une augmentation par rapport aux niveaux précédents.
La prévalence du scrupule est considérée comme spéculative. Les données disponibles ne permettent pas d'estimations fiables et les analyses disponibles ignorent principalement les associations avec l'âge ou le sexe et n'ont pas traité de manière fiable les associations avec la région géographique ou l'origine ethnique des personnes qui en souffrent.
Les données disponibles suggèrent que la prévalence du trouble obsessionnel-compulsif ne diffère pas selon la culture. Aucune association n'a été démontrée entre le trouble obsessionnel compulsif et la profondeur des croyances religieuses, bien que les chiffres soient rares.

## Traitements
Le traitement du scrupule en psychothérapie est similaire à celui d'autres formes de trouble obsessionnel-compulsif.
L'exposition avec prévention de la réponse (EPR), une forme de psychothérapie cognitivo-comportementale, est largement utilisée pour le TOC en général et peut être prometteuse en particulier pour la scrupulosité.
L'EPR est basé sur l'idée qu'une exposition délibérée et répétée à des stimuli obsessionnels diminue l'anxiété et qu'en évitant les rituels diminue l'impulsion à se comporter de manière compulsive.
Par exemple, à travers l'EPR, une personne obsédée par les pensées blasphématoires lors de la lecture de la Bible doit continuer à pratiquer la lecture de la Bible. Cependant, l'EPR est considérablement plus difficile à mettre en œuvre dans le cas du scrupuleux que d'autres troubles du TOC, car la scrupulosité est souvent liée à des problèmes spirituels qui ne sont ni des situations ni des objets spécifiques. Par exemple, l'EPR n'est pas réalisable pour un homme obsédé par les sentiments que Dieu a rejeté et puni et qu'il ne doit en aucun cas être objectivement opposé à la morale du patient,.
Dans tous les cas, lorsque l'EPR n'est pas réalisable, une thérapie cognitive peut être appropriée.
On dispose de peu d’éléments de preuve sur l’utilisation de médicaments pour traiter la scrupulosité. Bien que les médicaments sérotoninergiques soient souvent utilisés pour traiter le trouble obsessionnel-compulsif, les études sur le traitement pharmacologique de la scrupulosité sont encore rares.